# Foca-monge-do-mediterrâneo
A foca-monge-do-mediterrâneo (Monachus monachus) é provavelmente o membro da família das focas mais ameaçado de extinção. Outrora espalhada pelo Mediterrâneo e águas adjacentes, hoje estima-se que haja somente em torno de 400 indivíduos restantes desse mamífero marinho, o que faz da espécie Monachus monachus a foca mais rara do mundo.
É informalmente conhecida, no arquipélago português da Madeira, por lobo-marinho, embora seja na verdade uma foca (pertencente à família Phocidae), e não pertencente à família Otariidae, da qual fazem parte os verdadeiros lobos-marinhos.
As focas-monges constituem um dos géneros da família dos focidas, que compreende três espécies: a foca-monge-do-havaí (Monachus schauinslandi), a foca-monge-do-caribe (Monachus tropicalis), já extinta, e a foca-monge-do-mediterrâneo (Monachus monachus).

## Características e comportamento
A foca-monge é um animal robusto que pode atingir os 400 quilos e os 4 metros de altura, no caso dos machos. As fêmeas são sempre mais pequenas podendo atingir até 2,30 metros de tamanho.
Apresenta uma coloração castanha-acinzentada, sendo que, nas partes inferiores, apresentam manchas mais claras, amareladas e esbranquiçadas. Quanto mais velhas se tornam, mais clara é a sua tonalidade, chegando a sua pele a atingir a coloração prateada.
Quando submerge, as suas narinas paralelas fecham-se, impedindo, desta forma, a entrada de água para os canais respiratórios. Debaixo de água, servem-se do olhos para se guiarem, mas também dos seus longos bigodes, órgãos do tacto extremamente sensíveis às mudanças de pressão.
As focas passam a maior parte do tempo dentro de água. Podem mesmo dormir no mar, à superfície, num período que pode chegar a 12 minutos, ao fim dos quais tem de se movimentar para respirar. Como é um mamífero, apenas pode respirar à superfície. O seu fôlego permite-lhe, no entanto, permanecer 10 a 12 minutos submersa.
Embora realize a maior parte da sua actividade no mar, a foca depende da terra para repousar, fazendo-o essencialmente em praias escondidas no interior de grutas.
Alimenta-se de animais que captura na água, como polvos e peixes de tamanho considerável, entre os quais se encontram o mero (Epinephelus marginatus) e o congro (Conger conger). Ainda assim, além de predadores, são também presas de outros predadores maiores como a orca (Orcinus orca) e os tubarões. Porém, dado que estes animais não costumam aproximar-se das zonas costeiras, constituem ameaças muito pontuais.
Trata-se de um animal muito curioso, que facilmente se aproxima do ser humano, especialmente quando jovem. No entanto, nas épocas de criação, as fêmeas tornam-se muito ciosas das crias, tentando sempre afastá-las do Homem, podendo ter reacções imprevistas e agressivas.
Não possuem uma época própria para os nascimentos, embora se verifique uma maior concentração destes nos períodos entre outubro e novembro. A gestação demora entre 8 a 11 meses, ao fim dos quais nasce uma pequena cria indefesa, coberta por uma pelagem lanosa de cor negra. As crias ficam entregues aos cuidados das progenitoras por um período que pode ir de 1 a 2 anos, altura em que se apresentam mais brincalhonas e despreocupadas. Estes animais podem viver cerca de 20 ou 30 anos no seu estado selvagem.

## Habitat
O lobo-marinho vive na Reserva Natural das Ilhas Desertas e vive no arquipélago da Madeira - Portugal,  zonas de costa bastante escarpadas e sempre de difícil acesso por exemplo em grutas que têm entrada submarina. Segundo pesquisas feitas, este não seria o seu habitat inicial.
O lobo-marinho chegou a habitar algumas praias desabrigadas, maioritariamente no concelho de Câmara de Lobos, na Ilha da Madeira, só que com a chegada do homem obrigou a que estes animais procurassem o abrigo de grutas e de locais mais acessíveis para eles.
É também conhecida por foca monge e é a única espécie que vive em território Português, nas Ilhas Desertas do arquipélago da Madeira.
Foi-lhe atribuído o nome de foca monge devido às pregas que possui no pescoço, porque quando está em descanso faz lembrar o capucho de um monge e porque também é um animal de hábitos solitários. O nome de lobo-marinho devido aos sons em tom de urro e por ser um animal carnívoro.
Os primeiros registos escritos portugueses do lobo-marinho remontam ao ano de 1419, quando os navegadores portugueses João Gonçalves Zarco e Tristão Vaz Teixeira chegaram à Ilha da Madeira. Aí, numa baía de costa sul, ter-se-ão deparado com um animal até então desconhecido, que chamaram de lobo-marinho. Este local é ainda hoje conhecido por Câmara de Lobos, designação que deriva da original “Câmara de Lobos”
A foca monge é um dos animais mais raros do mundo, um dos mamíferos marinhos mais ameaçados de extinção.
No mundo inteiro restam apenas 300 focas como esta. Esta espécie é conhecida desde sempre na Madeira como Lobo-marinho, uma vez que os seus sons fazem lembrar o uivo de um lobo, Perseguido pelo homem, sem o seu habitat e sem alimento, abandonou a ilha da Madeira e refugiou-se nas Ilhas Desertas. Estas ilhas já têm 40 animais desta espécie.
Um dos pontos muito importantes para a conservação destes animais é a sua reprodução. Por isso os locais de criação sãos zonas de grande protecção e nós os homens temos que respeitar os seus espaços.
A Foca monge deverá ser considerada como um indicador do “estado de saúde” do ambiente marinho. A sua extinção poderá ser entendido como um mau sinal de destruição do ecossistema dos oceanos

## Contextualização histórica
Inicialmente, a população de focas-monge (Monachus monachus) era bastante numerosa, distribuindo-se por todo o mediterrâneo, e por algumas zonas atlânticas, costeiras ou insulares. Há relatos datados da primeira metade do século XV, descrevendo colónias de mais de 5000 indivíduos nas costas do actual Saara Ocidental.
Actualmente figura entre as espécies mais protegidas do mundo, com uma presença que não excede os 500 indivíduos no mundo inteiro.
Os povos mediterrânicos, no passado, atribuíram sempre uma grande importância à foca-monge, colocando-a sob a protecção directa dos deuses, dotando-a de uma natureza parcialmente humana, evitando ao máximo capturá-la.
O primeiro contacto português conhecido com as focas-monge data de 1419, quando João Gonçalves Zarco e Tristão Vaz Teixeira chegaram à Madeira. Nessa altura, os portugueses descobriram um animal que lhes parecia estranho e deram-lhe o nome de Lobo-marinho,  O nome deveu-se, muito possivelmente à sua fisionomia e aos seus bigodes longos, embora também seja verdade que esta foca é um predador muito eficiente. De qualquer forma, o local onde este animal foi primariamente avistado é hoje conhecido pela designação Câmara de Lobos, uma vez que esta localidade forma uma pequena baía em anfiteatro que no momento da descoberta se encontrava apinhada destes simpáticos mamíferos.
O contacto com o ser humano foi logo prejudicial para a foca. Primeiro, foi perseguida para uso dos seus despojos com fins comerciais; depois, sofreu com a actividade piscatória, que competiu com a sua própria actividade de predação/alimentação e a empurrou cada vez mais para fora das áreas onde antes habitava. Além disso, a actividade dos pescadores tornou-se também nociva, quer pelo abate voluntário, quer pelo abate acidental com explosivos, ou pela captura em redes de emalhar.
Hoje em dia, os indivíduos sobreviventes desta exposição ao contacto humano no arquipélago  português concentram-se nas Desertas, conjunto de pequenos ilhéus despovoados da Madeira, de origem vulcânica. A principal característica que levou à fixação desta espécie neste espaço foi o da desertificação humana que aqui se verifica. Embora tenham tentado colonizar estes ilhéus, os portugueses abandonaram a empresa devido a factores, dos quais o relevo acidentado, principalmente devido à acção marinha e eólica, e a ausência de água doce, foram os principais.
De uma população de 500 indivíduos distribuídos por todo o mundo, na Madeira podemos encontrar cerca de 40, numa colónia que se encontra em recuperação e na qual se regista uma taxa de natalidade anual de 1 para 3.
No entanto, em 1988, apenas se contavam 6 indivíduos nesta colónia.

## Preservação da espécie em Portugal
Pelo menos desde 1982 que existe um cuidado especial em preservar a foca-monge das Desertas. Esse cuidado tem vindo a ser prestado pelo Parque Natural da Madeira. Em 1988, a protecção legislativa das Ilhas Desertas veio reforçar esse esforço de preservação, tendo sido criado em 1995 a Reserva Natural das Ilhas Desertas.
Durante a década de 80 e 90, o PNM apostou na protecção da espécie in loco, na monitorização e estudo da colónia, na educação ambiental, e no contacto directo com os pescadores do Funchal e do Machico. Em 1997, criou-se nas Desertas uma Unidade de Reabilitação destinada a recuperar animais que corressem risco por se encontrarem debilitados. A protecção das focas é levada a cabo por vigilantes da natureza que patrulham as ilhas de bote.
Hoje em dia, a principal ameaça sobre estes mamíferos pode ser uma catástrofe inesperada, tal como um derrame de crude. Isso, por si só, seria suficiente para dizimar a colónia.

## Conclusão
Ao longo dos tempos a foca monge tem sofrido processos de adaptação ao meio que a rodeia, tendo sido o convívio com o homem que se manifestou o mais nocivo na continuidade da espécie. De tal modo o seu desaparecimento foi uma preocupação que, posteriormente, foram necessárias medidas de protecção deste animal.
Contudo a dependência que o homem tem dos outros seres vivos, e a constante sensibilização para a preservação daquilo que poderia, um dia, deixar de existir, manifestou-se em momentos de aprendizagem e de aceitação da amplitude e importância da Natureza.